# MBTA Bus

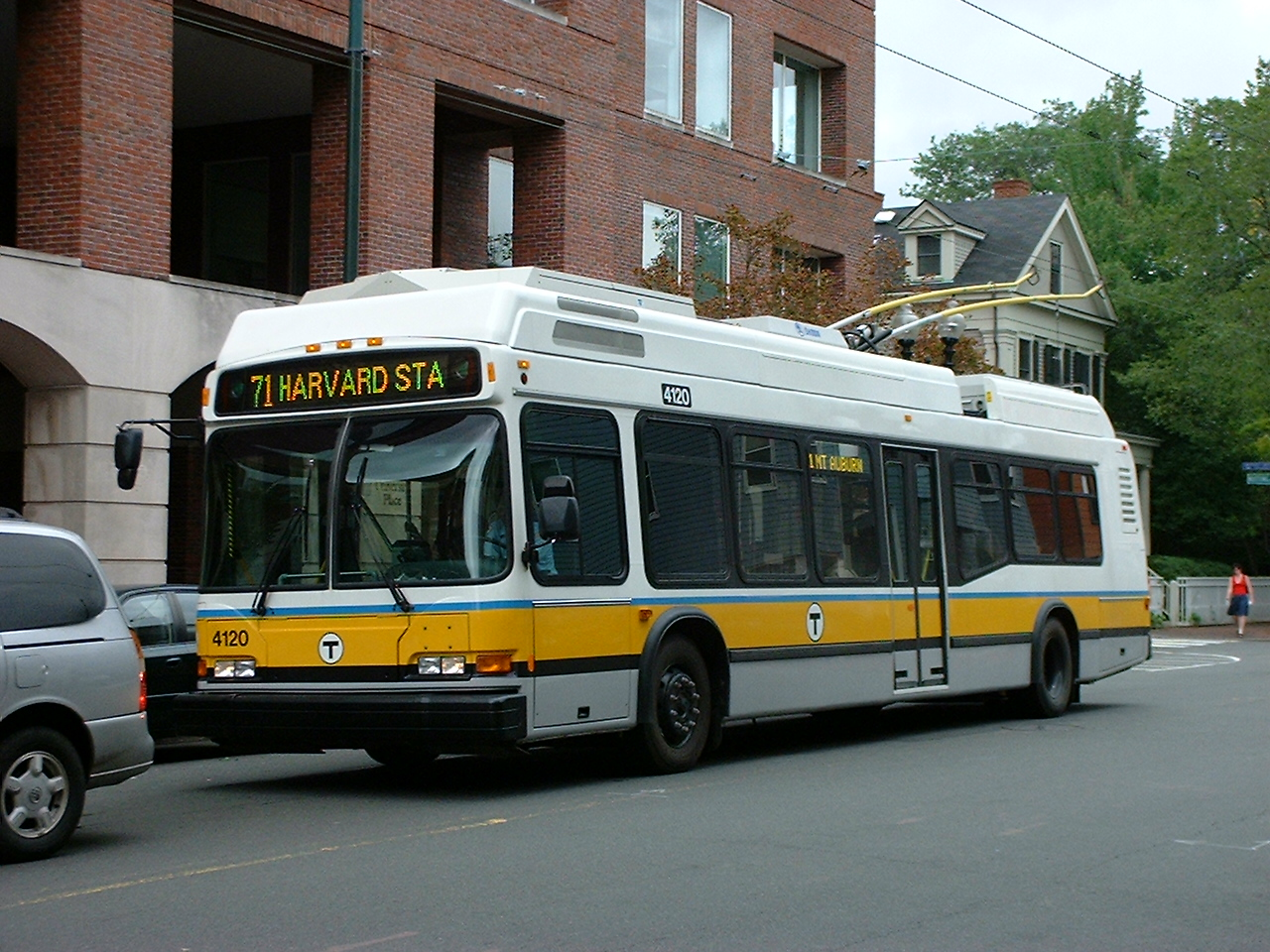
Ein MBTA-Oberleitungsbus des Typs Neoplan AN440LF

Im Zweigbereich MBTA Bus unterhält das Verkehrsunternehmen Massachusetts Bay Transportation Authority (MBTA) mit dem Motto Driven by Customer Service insgesamt 178 Omnibus- und Oberleitungsbus-Linien in der Metropolregion Greater Boston, die von 1052 Fahrzeugen bedient werden und im Jahr 2010 werktags durchschnittlich 378.500 Passagiere beförderten. Die Linien ergänzen dabei die Dienste der MBTA Commuter Rail sowie der Bostoner Straßen- und U-Bahnen.
Die Omnibusse des Unternehmens werden sowohl mit Dieselkraftstoff als auch mit Flüssiggas beziehungsweise dieselelektrisch angetrieben. Darüber hinaus betreibt die MBTA mit der Silver Line ein Bus-Rapid-Transit-System. Die meisten der eingesetzten Fahrzeuge sind mit Niederflurtechnik, Rollstuhl-Rampen und Audio- bzw. Videoansagesystemen ausgerüstet. 
Die unternehmensinternen Richtlinien der MBTA geben vor, dass alle Einwohner in Gebieten mit einer Einwohnerdichte größer als 1900 Personen pro km² in fußläufiger Entfernung – definiert als 0,25 mi (0,4 km) – Zugang zum öffentlichen Personennahverkehr haben müssen. Ein Großteil dieser Anforderung wird mit Oberleitungsbussen und Omnibussen abgedeckt.

## Aktive Fahrzeugflotte
Die nachfolgende Aufstellung gibt einen Überblick über im Dienst befindliche Fahrzeuge der MBTA (Stand: 19. Februar 2013). Alle Wagen sind 102 in (2,6 m) breit.
| Erstmaliger Einsatz | Hersteller | Modell     | Foto | Flotte (Anzahl) | Antriebsstrang                              | Antrieb          | Länge          | Anmerkungen                                                              |
| ------------------- | ---------- | ---------- | ---- | --------------- | ------------------------------------------- | ---------------- | -------------- | ------------------------------------------------------------------------ |
| 1994                | TMC        | RTS T80206 |      | 0001-0138 (138) | Detroit Diesel Series 50 / Allison VR731    | Diesel           | 40 ft (12,2 m) | 28 aktive Fahrzeuge                                                      |
| 1995                | Nova Bus   | RTS T80206 |      | 0139-0400 (261) | Detroit Diesel Series 50 / Allison VR731    | Diesel           | 40 ft (12,2 m) | 77 aktive Fahrzeuge                                                      |
| 1999                | NFI        | C40LF      |      | 6000-6001 (2)   | Detroit Diesel Series 50G / Allison WB-400R | CNG              | 40 ft (12,2 m) | Die Busse wurden nach Spezifikationen der NYC MTA gebaut.                |
| 2001                | NFI        | C40LF      |      | 6002-6016 (15)  | Detroit Diesel Series 50G / Allison WB-400R | CNG              | 40 ft (12,2 m) |                                                                          |
| 2003-2004           | NABI       | 40-LFW     |      | 2001-2299 (299) | Cummins C Gas Plus / Allison WB-400R        | CNG              | 40 ft (12,2 m) |                                                                          |
| 2003-2004           | Neoplan    | AN460LF    |      | 1001-1044 (44)  | Detroit Diesel Series 60G / Allison WB-500R | CNG              | 60 ft (18,3 m) | Die Wagen #1001-1020 und #1030 wurden an die Silver Line übertragen.     |
| 2004                | Neoplan    | AN440LF    |      | 4101-4128 (28)  | Škoda                                       | Oberleitungsbus  | 40 ft (12,2 m) |                                                                          |
| 2004-2005           | Neoplan    | AN440LF    |      | 0401-0593 (193) | Caterpillar C9 / Allison WB-400R            | Diesel           | 40 ft (12,2 m) | 192 aktive Fahrzeuge                                                     |
| 2004-2005           | Neoplan    | AN460LF    |      | 1101-1132 (32)  | Detroit Diesel Series 60 / Škoda            | Dualer Betrieb   | 60 ft (18,3 m) | Eingesetzt auf der Silver Line. #1125-1132 im Eigentum der Massport.     |
| 2006-2007           | NFI        | D40LF      |      | 0600-0754 (155) | Cummins ISL / Allison WB-400R               | Diesel           | 40 ft (12,2 m) |                                                                          |
| 2008                | NFI        | D40LF      |      | 0755-0909 (155) | Cummins ISL / Allison WB-400R               | Diesel           | 40 ft (12,2 m) |                                                                          |
| 2010                | NFI        | DE60LFR    |      | 1200-1224 (25)  | Cummins ISL9 / Allison EP-50 HybriDrive     | Dieselelektrisch | 60 ft (18,3 m) | #1222-1224 werden auf den Routen SL4 und SL5 der Silver Line eingesetzt. |

## Gebäude

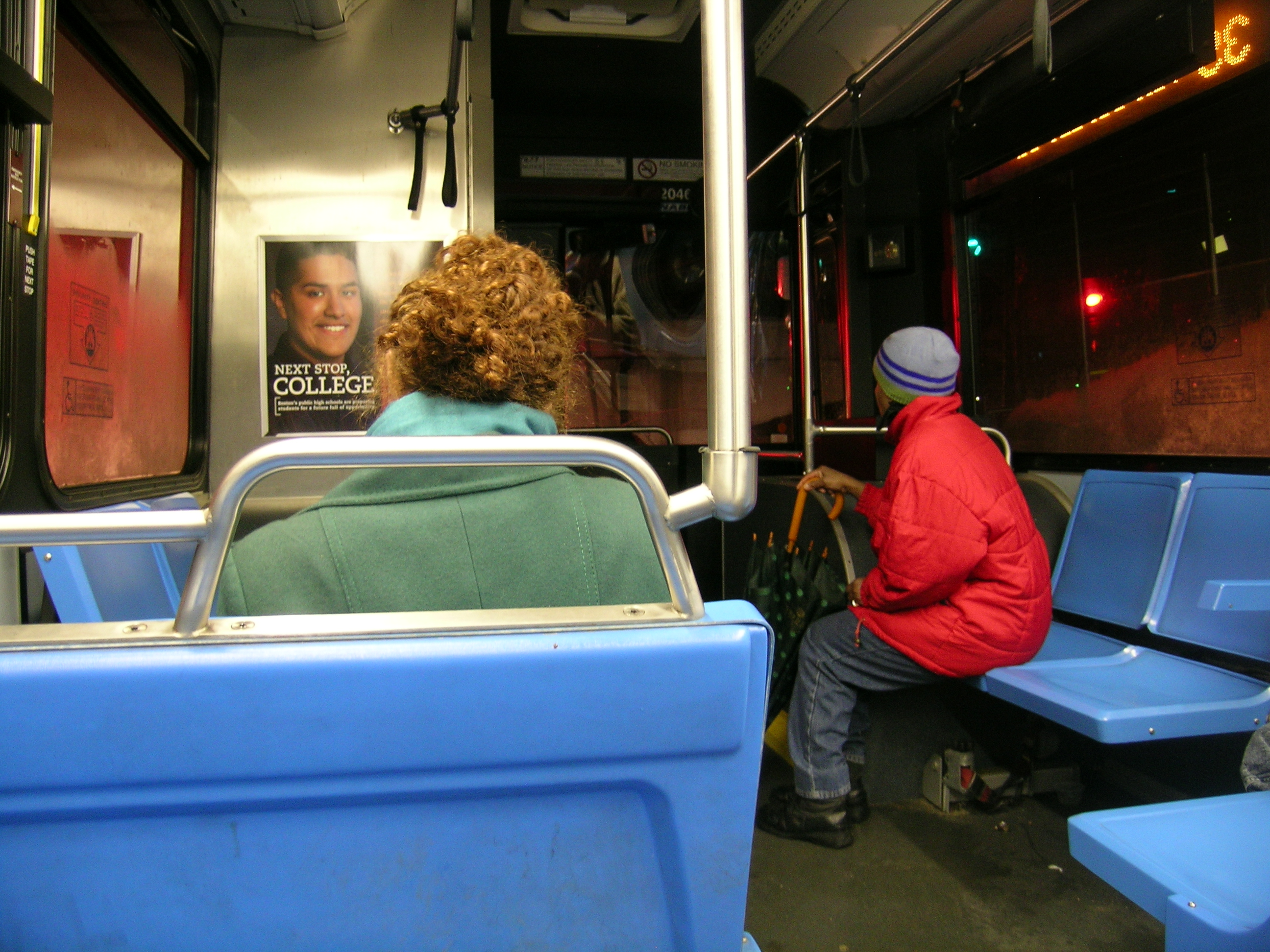
Ein Bus auf der Route 39 von der Station Forest Hills zur Station Back Bay über Huntington Avenue.

Für ihre Oberleitungsbusse und Omnibusse unterhält die MBTA folgende Depots:
| Bezeichnung        | Standort                              | Betriebszeit                     |
| ------------------ | ------------------------------------- | -------------------------------- |
| Albany Street      | 421 Albany Street, Boston             | Hauptverkehrszeiten an Werktagen |
| Arborway           | 3600 Washington Street, Jamaica Plain | Fortwährend                      |
| Cabot              | 275 Dorchester Avenue, South Boston   | Fortwährend                      |
| Charlestown        | 21 Arlington Avenue, Charlestown      | Fortwährend                      |
| Bennett/Somerville | 21 Arlington Avenue, Charlestown      | Fortwährend                      |
| Fellsway           | 465 Salem Avenue, Medford             | Hauptverkehrszeiten an Werktagen |
| Lynn               | 985 Western Avenue, Lynn              | Fortwährend                      |
| North Cambridge    | 2375 Massachusetts Avenue, Cambridge  | Täglich außer Sonntags           |
| Quincy             | 954 Hancock Street, Quincy            | Fortwährend                      |
| Southampton        | 230 Southampton Street, Boston        | Fortwährend                      |

## Private Busunternehmen
Die MBTA stellt ihre Dienste auch privaten Busunternehmen zur Verfügung. Diese Routen sind als „HI-RIDE Commuter Bus“ bekannt, jedoch nicht nummeriert. Auf einigen dieser Routen werden Fahrkarten der MBTA nicht oder nur unter bestimmten Voraussetzungen akzeptiert.